# Koh-i-Noor
Koh-i-Noor (có nghĩa là ''Mountain of Light'' (''Ngọn Núi của Ánh Sáng") theo ngôn ngữ người Ba Tư), là một viên kim cương nổi tiếng với trọng lượng ban đầu 793 carat (khi chưa cắt) kể từ khi được tìm thấy, cách đây 3000 năm TCN. Nó được dùng làm quà tặng cho Nữ vương Anh Victoria và được gắn lên vương miện hoàng gia. Sau khi Ấn Độ giành độc lập năm 1947, Koh-i-Noor đã là trung tâm của cuộc chiến giành quyền sở hữu giữa 4 bên: Anh, Ấn Độ, Pakistan và Afghanistan, Ấn Độ kiên quyết đòi Anh trao trả lại viên kim cương.

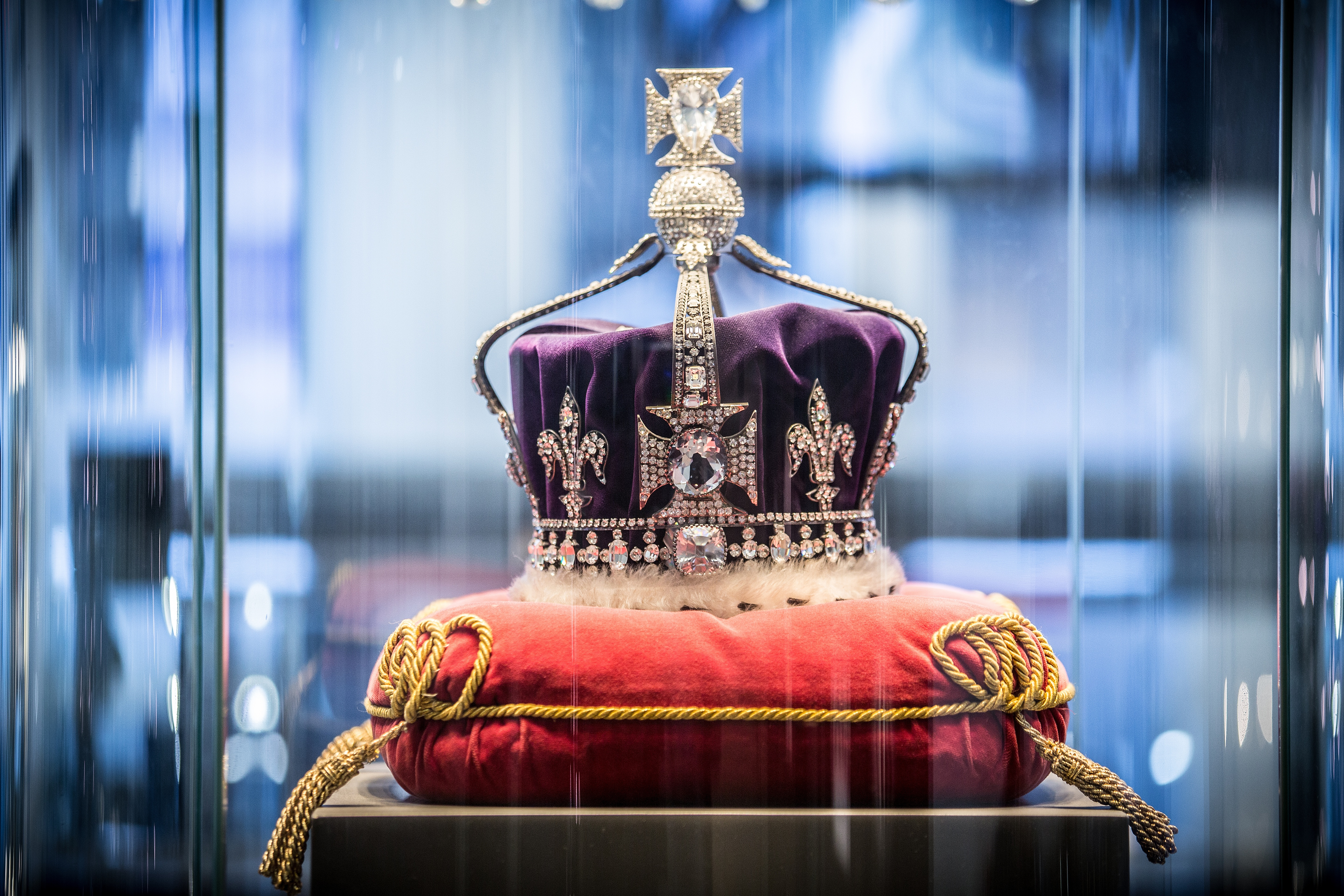
Viên kim cương trên vương miện của vương hậu Anh, trưng bày tại Tháp London.

Koh-i-Noor (với trọng lượng 186 carat) trở thành sở hữu của đế quốc Anh khi Maharaja Ranjit Singh (người lập ra đế quốc Sikh nửa đầu thế kỷ 19) trao cho Công ty Đông Ấn Anh năm 1849 để dâng nên Victoria sau khi Anh đánh bại người Sikh. Hiện tại viên kim cương có trọng lượng 105,6 carat (sau lần cắt gọt cuối cùng) và được trưng bày tại Tháp London ở Luân Đôn, Anh.

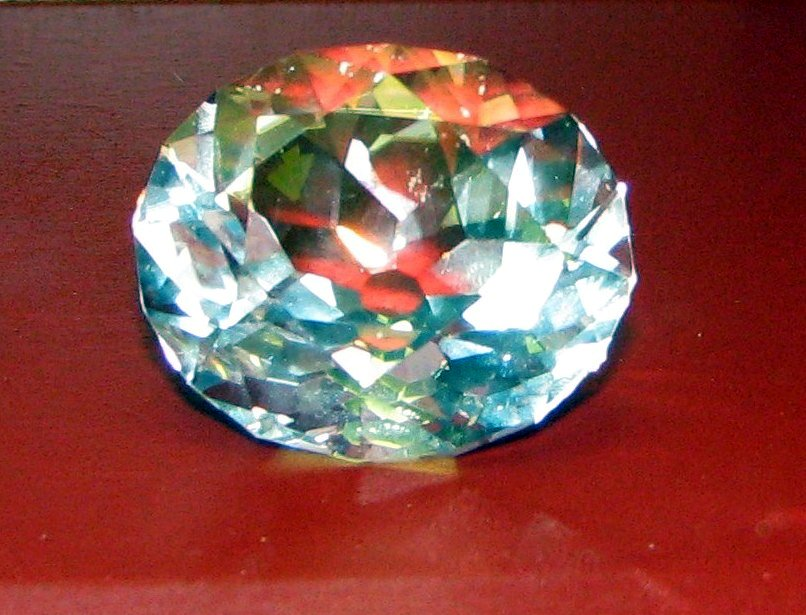
Bản sao mới của viên kim cương Koh-i-Noor.

## Lịch sử

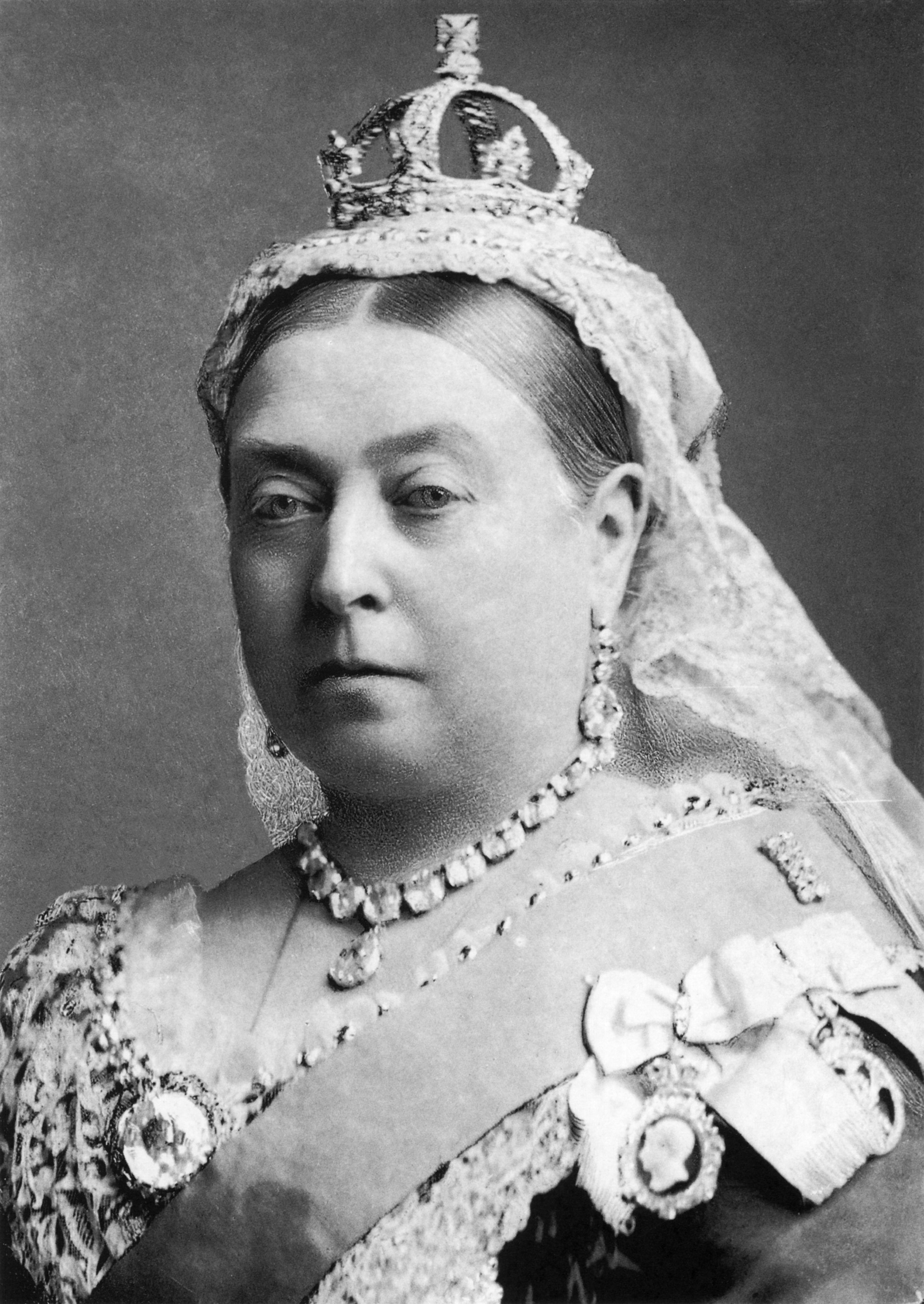
Nữ vương Victoria của đế quốc Anh, người được dâng tặng viên kim cương.

Viên kim cương được tìm thấy ở vùng mỏ Golconda, khu vực Kollur thuộc Vương quốc Kakatiya (hiện nay thuộc bang Andhra Pradesh, Ấn Độ), cùng với một viên khác giống nó, Darya-i-Noor ("Biển ánh sáng") cách đây 3000 năm TCN. Một số nguồn tin khác cho rằng kim cương này có tuổi đời hơn 5000 năm và còn có tên là Syamantaka.
Năm 1323, Koh-i-noor lần đầu bị sang tay bằng vũ lực. Ulugh Khan đánh chiếm Vương quốc Kakatiya và viên kim cương bị tước lấy. Qua tay nhiều vua chúa cho đến Babur, vị hoàng đế đầu tiên của đế quốc Mughal.
Nó đã từng thuộc về hoàng đế rất nổi tiếng đó là Shah Jahan của Mughal (1592 - 1666), người đã cho xây dựng ngôi đền nổi tiếng Taj Mahal.

Nadir Shah của Ba Tư, người lấy viên kim cương từ Ấn Độ và đặt cái tên Koh-i-Noor cho nó.

Năm 1739, Nadir Shah của nhà Afsharid, Iran đã giành được và đặt tên cho viên kim cương là Koh-i-Noor (tiếng Ba Tư nghĩa là "Ngọn núi của ánh sáng") sau cuộc chinh phạt Ấn Độ của đế quốc Ba Tư, nhưng Koh-i-Noor được cho là không mang lại may mắn cho những người đàn ông nếu họ mang nó. Theo truyền thuyết, chỉ có các vị thánh hoặc phụ nữ mới có thể mang viên kim cương Koh-i-Noor trên người và bất cứ người phụ nữ nào mang nó sẽ có quyền lực tối thượng. Có người cho rằng vua Nadir Shah bị ám sát năm 1747 là ứng nghiệm lời nguyền của viên kim cương.
Sau khi Nadir Shah băng hà, viên kim cương rơi vào tay của một trong số những tướng lĩnh của ông là Ahmad Shah Durrani, người về sau trở thành vua Afghanistan. Năm 1809, một trong số những hậu duệ thừa kế của đế quốc Durrani đã buộc phải cống viên kim cương Koh-i-Noor cho vị vua đế quốc Sikh quyền lực tại Punjab là Maharaja Ranjit Singh. Tuy nhiên, người Sikh đã bị đánh bại bởi thực dân Anh trong 2 cuộc chiến tranh.
Năm 1849, sau khi tuyên bố Lahore là một phần của Đế quốc Anh, Anh đã ra lệnh cho vua đế quốc Sikh dâng kim cương Koh-i-noor cho Victoria của Anh. Năm 1850, Maharaja đã dâng kim cương. Đây là lần cuối cùng Koh-i-Noor được sang tay như chiến lợi phẩm.

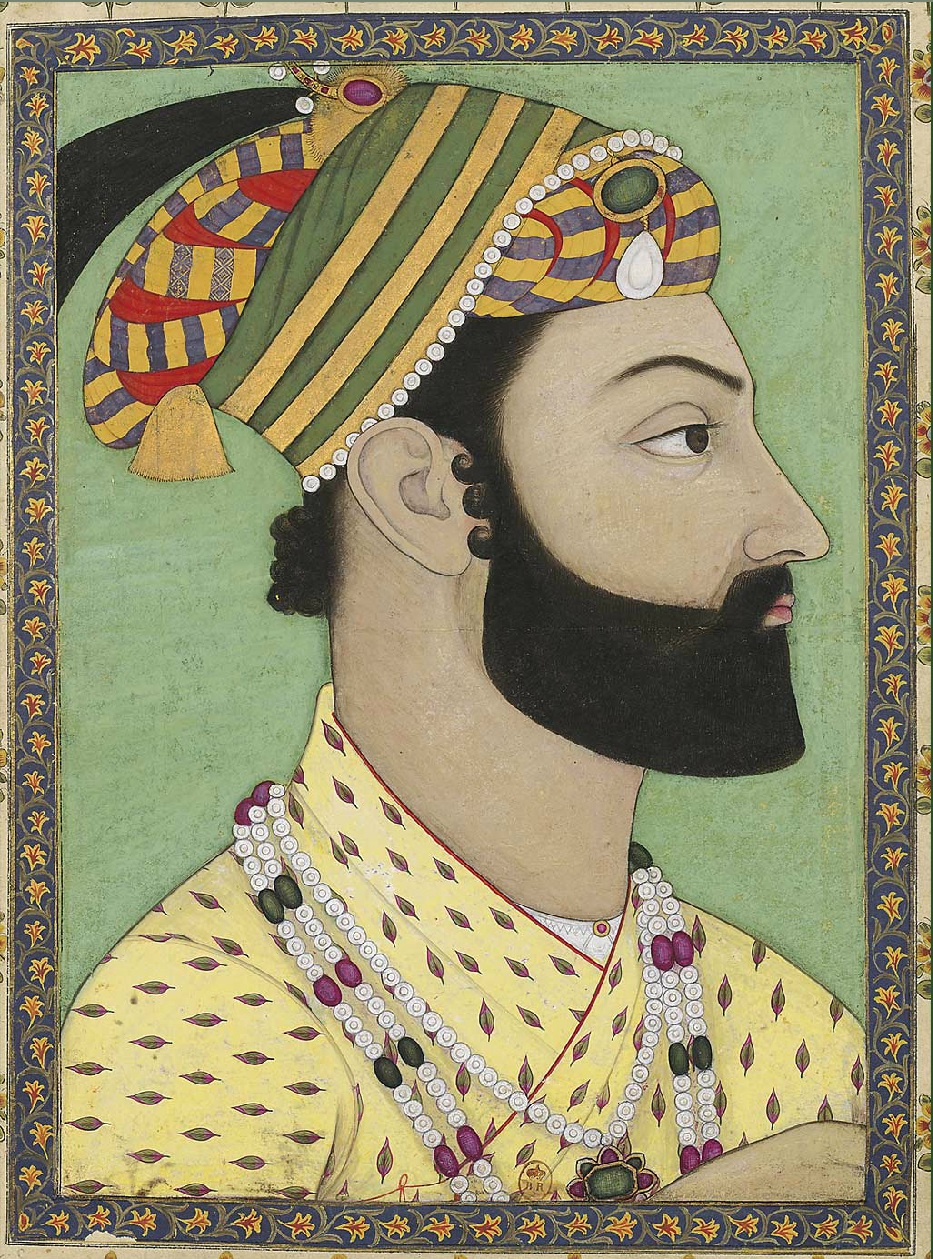
Vua Ahmad Shah Durrani của Afganishtan - người giành được viên kim cương sau khi Nadir Shah chết.

Năm 1852, Koh-i-Noor đã được cắt để có trọng lượng hiện tại là 105,6 carat (so với trọng lượng ban đầu là 186 carat). Dù đã chi trả gần 8.000 bảng Anh cho việc cắt hơn 40% trọng lượng, Vương phu Albert (chồng Victoria của Anh), người giám sát việc gia công kim cương, vẫn chưa ưng ý với thành phẩm này.

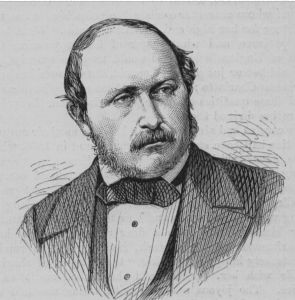
Vương tế Albert - người ra lệnh cắt gọt viên kim cương.

Trong gần một ngàn năm, viên kim cương này chưa một lần bị bán mà chỉ sang tay như một chiến lợi phẩm hoặc trao đổi do sở thích.
Koh-i-Noor từng tỏa sáng khi ngự trên vương miện của Thái hậu Elizabeth (mẫu hậu của Nữ vương Elizabeth II - chủ nhân trước đó của cung điện Buckingham) tại lễ đăng quang của vua George VI.
Năm 2002 khi Thái hậu Elizabeth qua đời, Koh-i-Noor lại có mặt trên chiếc vương miện được đặt ở quan tài của bà.

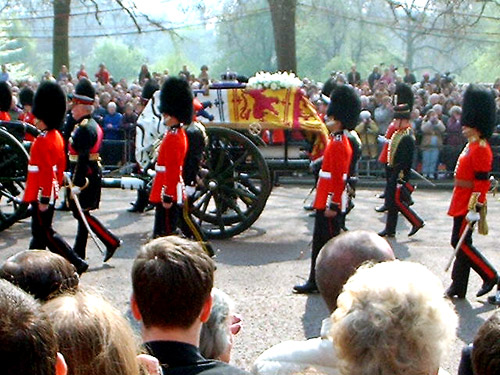
Thái hậu Elizabeth của Anh - viên kim cương xuất hiện trên quan tài của bà.

## Định giá
Màu sắc, độ tinh khiết, kích thước và bề dày lịch sử đã khiến cho viên kim cương trở nên vô giá. Nó hiện được trang trí trên Vương miện hoàng gia Anh.

## Tranh chấp
Chính phủ của Ấn Độ, Pakistan, Iran và Afghanistan đã có những yêu cầu về quyền sở hữu viên kim cương này. Các nước này đã có những bằng chứng trong lịch sử rằng họ đã sở hữu Koh-i-Noor. Nhưng chính phủ Anh khẳng định việc họ có Koh-i-Noor là hợp pháp và không chấp thuận việc trả lại.

## Những câu chuyện về viên kim cương

### Các viên kim cương chị em
Theo lời đồn, Koh-i-Noor còn có 2 người chị em kết nghĩa nữa là Darya-i-Noor (Biển ánh sáng) (ước chừng từ 175 đến 195 carat) nay đang ở Tehran và Great Mughal Diamond, được các nhà kim hoàn hiện đại tin chính là viên ngọc Orlov nặng 189,9 carat nổi tiếng (hiện đang ở điện Kremlin thuộc về triều đại Catherine của Nga). Tất cả ba viên ngọc quý trên được mang ra khỏi Ấn Độ như chiến lợi phẩm trong cuộc xâm lăng của vua Ba Tư Nader Shah vào đất nước này năm 1739. Chỉ đến đầu thế kỷ 19 khi Koh-i-Noor đến Punjab, nó mới bắt đầu đạt đến tiếng tăm ưu việt vượt 2 viên ngọc còn lại. 

### Lý do Koh-i-Noor bị cắt gọt ở Anh
Koh-i-Noor nguyên thủy khi chưa được cắt gọt bị lỗi khá lớn ngay ở giữa lõi viên ngọc, ngăn cản khả năng khúc xạ ánh sáng. Do đó Vương tế Albert (chồng của Nữ vương Anh Victoria) phải cho người cắt lại, làm viên ngọc bé lại, chỉ được xếp hạng lớn thứ 90 trên thế giới. Koh-i-Noor được trưng bày ở Tòa tháp London bên cạnh hai Viên kim cương Cullinan lớn hơn nhiều.

### Trang trí trên ngai vàng
Theo các nhà sử học Iran, Nadir Shah của nhà Afsharid Ba Tư đã chiếm viên kim cương từ nhà vua Mughal khi xâm lược Ấn Độ năm 1739, lúc ấy Koh-i-Noor được đính vào đầu chim công thiết kế trên chiếc ngai vàng Peacock Throne, một bảo vật của đế chế Mughal.

## Trong văn học
Cặp đôi tác giả William Dalrymple và Anita Anand đã viết một cuốn sách về Koh-i-Noor với nhan đề "Câu chuyện về viên kim cương ô nhục nhất thế giới" và được nhà Juggernaut xuất bản, tác phẩm tổng hợp những lời đồn chính về viên kim cương.